# Can Bigoti
Can Bigoti és una masia de Canet d'Adri (Gironès) inclosa a l'Inventari del Patrimoni Arquitectònic de Catalunya.

## Descripció
És una construcció, recentment restaurada, de planta rectangular desenvolupada en planta baixa, pis i golfes. La coberta és de teula àrab acabada amb un important ràfec a la façana principal amb bigues de fusta, construït possiblement durant la restauració recent. Les parets portants són de maçoneria amb carreus a les obertures. Les obertures de la façana principal tenen totes la llinda i els brancals fets amb carreus bisellats i els ampits de les finestres són fets amb pedra motllurada.
A la llinda d'una de les portes de la façana principal hi ha cisellat l'any 1762. A la llinda d'una finestra hi ha l'any 1714.